# 圣加大利纳堂 (里窝那)
圣加大利纳堂（Santa Caterina da Siena）是一个巴洛克建筑, 罗马天主教教堂，位于意大利里窝那新威尼斯区的多明我会广场（Piazza dei Domenicani）,拥有八角形穹顶和未完成的矩形底座。           

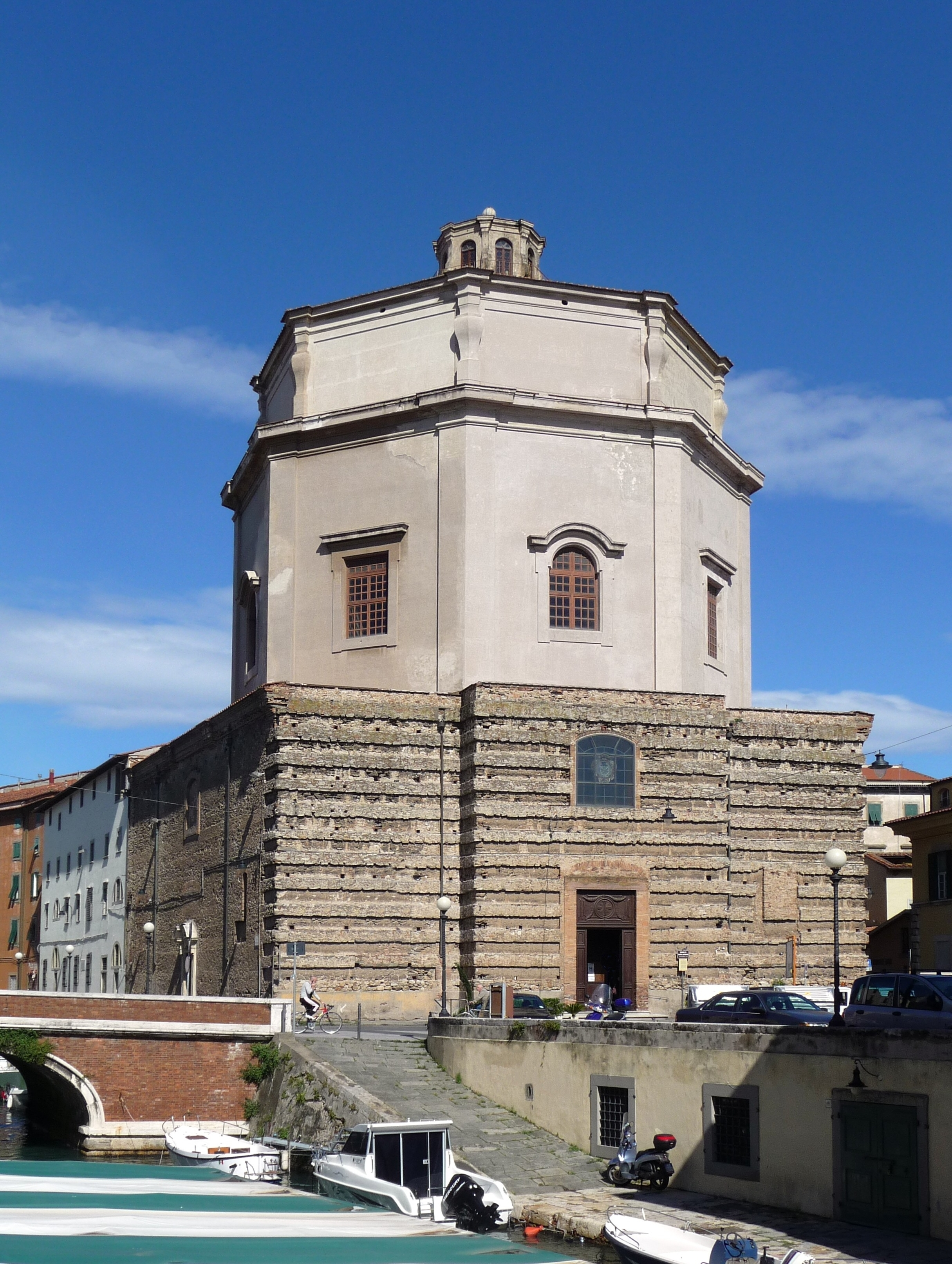
圣加大利纳堂的八角形穹顶和未完成的立面

43°33′18″N 10°18′30″E / 43.554955°N 10.308287°E

## 历史
该堂由多明我会委托，供奉圣加大利纳。其建筑模仿罗马的万神殿，在1720年开始施工后，进展缓慢，1729年又进行新的设计。到1753年该堂终于祝圣时，立面仍然没有完成。穹顶高63米。内部装饰，包括穹顶壁画，于19世纪由切萨雷·马菲完成。1785年，多明我会在托斯卡纳被取缔，该堂归属圣葛斯默和达弥盎会。1808年，拿破仑军队镇压该堂，并改成一个监狱。1822年再度祝圣，1871年重新由多明我会控制。
正门上方的壁画是瓦萨里的《圣母加冕》。这幅画一度在梵蒂冈，19世纪才被该堂获得。入口处右侧的大型小堂供奉圣加大利纳，有Tarrini的圣人木制雕像，以及壁画《圣托马斯·阿奎那的荣耀》。Tarrini还完成左侧圣体小堂的《耶稣诞生》。
入口处的左边是圣若瑟小堂。祭台画《圣家》为帕西尼亚诺学派的作品。1748年，该堂的正祭台由Bartolommeo Cassarmi设计。两侧的油画描绘《圣加大利纳劝诫额我略十一世重回罗马》以及《锡耶纳的圣加大利纳游行》。
附近的一个祭台有一个不知名的佛罗伦萨画家的《玫瑰圣母》，以及《圣庇护五世为勒班陀的胜利祈祷》和《圣多明我获得玫瑰》。